# تايلر رايت
تايلر رايت هو لاعب هوكي الجليد كندي، ولد في 6 أبريل 1973 في Kamsack ‏ في كندا.

## وصلات خارجية
- تايلر رايت على موقع دوري الهوكي الوطني (الإنجليزية)
- تايلر رايت على موقع EliteProspects.com (الإنجليزية)
- تايلر رايت على موقع HockeyDB.com (الإنجليزية)
- تايلر رايت على موقع Hockey-Reference.com (الإنجليزية)